# 美國海外航空
美國海外航空（英語：American Overseas Airlines，簡稱：AOA）曾是一間在1945年至1950年營運美國往歐洲航班的航空公司，總部設於紐約曼哈頓。

## 歷史

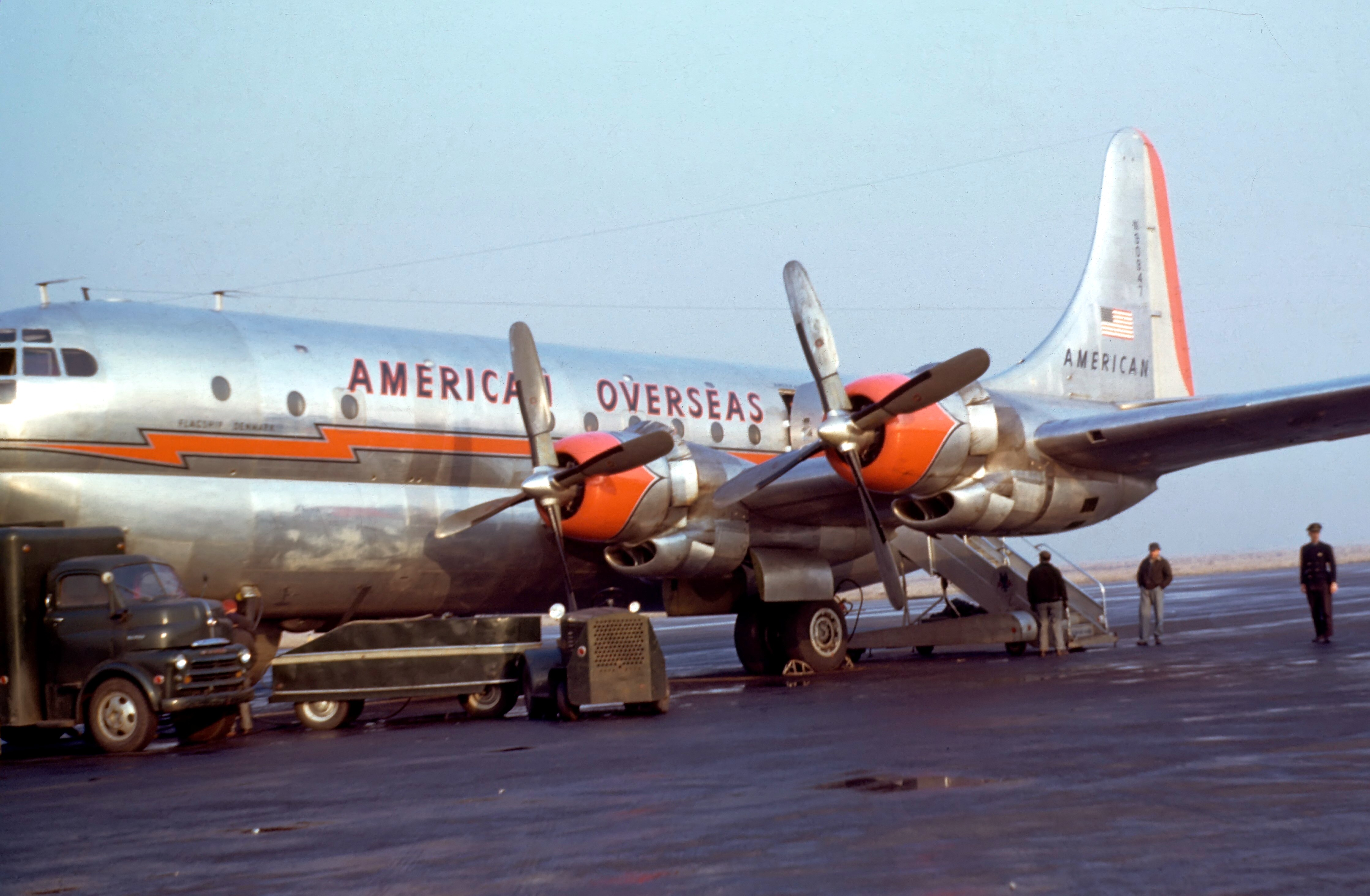
美國海外航空的波音377

美國海外航空前身為美國出口航空，創立於1937年，是美國出口－伊斯布蘭特森航運（American Export-Isbrandtsen Lines）的全資子公司。美國出口航空採用PBY卡特琳娜飛機，執行跨大西洋航線。在1939年訂購3架西科斯基VS-44飛機，命名為「Flying Aces」。同年出口航空向民用航運局申請飛行英國、法國和葡萄牙航線。儘管受到泛美航空總裁胡安·特里普的強烈反對，總統羅斯福在1940年7月15日批准航空公司執行里斯本至紐約拉瓜地亞機場的航線，有效期為7年，1942年增加了福因斯航線。以上服務在1944年終止，美國出口航空改為替美軍空運指揮部使用道格拉斯C-54飛機執行軍事航班，主要是往北非地區。
1945年美國出口航空獲得跨大西洋航權，隨後終止了與航運公司的關係。當時美國航空有意收購美國出口航空，以獲得國際航權。同年7月5日民用航運局批准了收購行動，11月改稱為美國海外航空。起初拉瓜地亞－博特伍德－夏倫航線採用西科斯基飛船執行，而英國海外航空則提供夏倫往倫敦的接駁服務。至1948年，航空公司的目的地包括普雷斯蒂克、阿姆斯特丹、法蘭克福、柏林、奧斯陸、哥本哈根、凱夫拉維克、斯德哥爾摩和赫爾辛基。
1950年5月17日，泛美航空收購美國海外航空，不過這宗交易被民航局終止，但杜魯門總統推翻了民航局的裁決，並在9月25日正式收購。

## 機隊
- PBY卡特琳娜
- 西科斯基VS-44
- 道格拉斯C-47
- 道格拉斯C-54
- 道格拉斯DC-3
- 道格拉斯DC-4
- 波音377
- 洛克希德L-049